# کانی گنجی
کانی گنجی روستایی در ۱۵ کیلومتری شهرستان قروه از توابع استان کردستان است.
آمار رسمی جمعیت روستا بر اساس سرشماری سال ۱۳۸۵ دارای ۱۴۳ خانوار و ۵۸۴ نفر می‌باشد.
این روستا به خاطر اینکه در میانه راه جاده مواصلاتی همدان-سنندج قرار دارد  مرکز دهستان پنجه علی بوده واز نظر امکانات از روستاهای پیشرفته شهرستان می‌باشد که ازجمله آنها: امکانات آب و برق و تلفن و گاز، بانک خدمات بهداشتی و مدرسه می‌باشد.